# Földesi Lajos (labdarúgó)
Földesi Lajos, (Győr, 1919. július 31. – Győr, 1994. június 28.) labdarúgó, edző, sportvezető. A győri MÁV dolgozója volt nyugdíjazásáig.

## Pályafutása

### Játékosként
A Győri ETO, a BVSC, végül a MÁV-DAC labdarúgója volt. Edzőként a Győri Postás csapatánál dolgozott.

### Sportvezetőként
A Győr-Sopron Megyei Labdarúgó-szövetség elnöke volt.